# École des arts numériques, de l'animation et du design
 (septembre 2012).
L'École des arts numériques, de l'animation et du design de l'Université du Québec à Chicoutimi (communément appelée l'École NAD-UQAC) est une école d'animation 3D, d'effets visuels pour la télévision et le cinéma, ainsi que de design et d'imagerie de synthèse pour jeux vidéo.
Auparavant appelée « Centre national d'animation et de design » (ou Centre NAD), l'école fut fondée en 1992 par le Cégep de Jonquière. Elle est depuis 2008 un campus de l'UQAC situé à Montréal.

## Le campus universitaire
Le Centre NAD fut fondé en 1992 par le Cégep de Jonquière en tant qu'un établissement de formation, recherche et développement en animation 3D, effets visuels, design et arts numériques.
En 2008, l'institut signe un partenariat avec l’Université du Québec à Chicoutimi (UQAC) est renommé École NAD-UQAC. Elle offre dès lors des programmes universitaires de premier et deuxième cycles en animation 3D et en design numérique.
Le NAD forme des animateurs 3D qui travaillent ensuite pour l'industrie du cinéma (dont certains dans des productions hollywoodiennes), mais également dans « l'industrie de la simulation » (domaine médical, simulateur de vol pour les pilotes, urbanisme, etc.).
Le NAD fournit ses services de formation, de transfert de connaissances, de recherche et développement et de consultation à des individus, à de grandes entreprises et à des institutions d'enseignement à travers le monde, notamment par l’entremise du service professionnel qui propose des classes de maîtres, des formations, des camps de jour pour les jeunes et des fins de semaine d'introduction.

### Déménagement
Depuis la rentrée d'automne 2019, le NAD est située à l'Îlot Balmoral au Quartier des spectacles, partageant les installations avec l’Office national du film du Canada. L'établissement dispose maintenant de cinq zones de production, sept salles de cours, un amphithéâtre, trois studios dont un studio de fond vert, un studio d'éclairage/photo et un studio de réalité virtuelle/capture de mouvement[réf. souhaitée].
Il était auparavant situé au 405 avenue Ogilvy, à Parc-Extension.

### Dernières réalisations
En avril 2019, l'école est grande gagnante du Concours Universitaire Ubisoft Montréal. En août 2019, le campus déménage au Quartier des spectacles de Montréal, dans l’Îlot Balmoral, pour la rentrée d’automne 2019. En octobre 2019, l'école obtient la certification SideFX - Houdini pour quatrième année consécutive,[source insuffisante].

## Programmes universitaires

### Le premier cycle
L'École NAD-UQAC propose un baccalauréat en animation 3D et en design numérique de 90 crédits échelonnés sur six trimestres. Proposé une fois par année (fin août), le programme est contingenté à 64 étudiants par cohorte. Ce n'est que depuis septembre 2017 que l'École propose une seule entrée annuelle permettant de doubler alors le nombre d'étudiants admis.

### Le deuxième cycle
Aussi, le campus montréalais offre deux programmes de cycles supérieurs soit un diplôme d’études spécialisées (DESS) en design de jeux vidéo narratif et une maîtrise en art, profil création, axé sur l’animation 3D et le design numérique.
Tous les programmes sont offerts aux étudiants internationaux et l'équipe de l'École NAD-UQAC offre un service d'accueil et d'accompagnement.